# Jean-Paul Benzécri
Jean-Paul Benzécri, né le 28 février 1932 à Oran et mort le 24 novembre 2019 à Villampuy,, est un mathématicien et statisticien français, professeur à l'Institut de statistique de l'université de Paris (ISUP) et à l'université de Rennes dans les années 1960.

## Biographie
Ancien élève de l'École normale supérieure (1950), agrégé de mathématiques (major, 1953) et fondateur de l'école française d'analyse des données dans les années 1960-1990, Jean-Paul Benzécri développe des outils statistiques, dont l'analyse factorielle des correspondances qui permet de traiter et d'analyser de grandes masses de données notamment des textes littéraires (comme par exemple la datation des oeuvres de Platon). Il collabore avec Pierre Bourdieu pour intégrer les méthodes statistiques dans le domaine de la littérature et abolir le clivage entre ces disciplines.  
Il était professeur à la faculté des sciences de Paris puis à l'université Pierre-et-Marie-Curie, auxquelles l'Institut de statistique de l'université de Paris est successivement rattaché. Il a en particulier crée et animé la revue les Cahiers de l’analyse des données qui parut entre 1976 et 1997 et est aujourd'hui entièrement accessible librement en ligne.
Avant de s'orienter vers les statistiques, il avait soutenu sous la direction d'Henri Cartan une thèse remarquable sur les variétés affines  (autrement dit les variétés admettant une connexion sans courbure ni torsion), où il démontrait que la caractéristique d'Euler-Poincaré d'une surface affine plate compacte est nulle.
Il meurt le 24 novembre 2019.

## Postérité
Influents dans divers domaines en Sciences humaines et sociales, les travaux de Benzécri ont fait l'objet de nombreux hommages dont celui de Valérie Beaudouin aux Journées internationales de données textuelles en 2016.

## Anecdote biographique
Lors de ses études à l'École normale supérieure, il est un jour jeté dans le bassin de la cour aux Ernests du bâtiment de la rue d'Ulm  pour avoir « trop assumé son appartenance à la droite ».

## Publications
- L'Analyse des données. Tome 1 : La Taxinomie, Dunod, 1973, 615 p  (ISBN 2-04-007034-6)
- L'Analyse des données. Tome 2 : L'Analyse des correspondances, Dunod, 1973, 619 p  (ISBN 2-04-007225-X)
- Histoire et préhistoire de l'analyse des données, Dunod, 1982,  (ISBN 2-04-015467-1)
- Linguistique et lexicologie, Dunod, 2007 [ré-édition],  (ISBN 2-04-010776-2)
- Pratique de l'analyse des données,
  - Tome I : Analyse des correspondances, exposé élémentaire, Dunod (1980),  (ISBN 2040157328).
  - Tome II : Abrégé théorique, études de cas modèles, Dunod (1980).
  - Tome III : Linguistique et lexicologie, Dunod (1981).
  - Tome IV : En médecine, pharmacologie, physiologie clinique, Statmatic (1992)
  - Tome V : Économie, Dunod (1987).
- Revue Les Cahiers de l'analyse des données, Gauthier-Villars, Dunod, 1976-1994.
- (en) Correspondence analysis handbook, Marcel Dekker (1992).